# Middelalderbyen
Middelalderbyen er en betegnelse for den ældste del af Indre By i København, der oprindeligt lå inden for voldene.
Bydelen afgrænses af Vester Voldgade, Nørre Voldgade, Gothersgade, Kongens Nytorv, Holmens Kanal og inkluderer således også Slotsholmen.
Området er karakteriseret ved sine snoede gader, mange pladser og torve samt sammenhængende husrækker. Strukturen i Middelalderbyen er bevaret, selv om mange bygninger er revet ned og erstattet af nye som led i en omfattende byfornyelse. Der er dog fortsat mange historiske bygninger, og området er således med til at fortælle historien om Middelalderens København. Blandt de markante bygninger i området er Københavns Universitet, Helligåndskirken og Sankt Nicolaj Kirke.
Begrebet bruges blandt andet i forbindelse med debatten om trafiksanering i det indre København, hvor man ved de Bilfri dage i 2003 og 2004 afgrænsede det bilfri område til Middelalderbyen.[kilde mangler]